# ایلان پاپه
ایلان پاپه (به عبری: אילן פפה؛ زادهٔ ۱۹۵۴) مورخ و فعال اجتماعی اهل اسرائیل است. او استاد دانشکدهٔ علوم اجتماعی و مطالعات بین‌الملل در دانشگاه اگزتر بریتانیاست و رئیس مرکز اروپایی مطالعات فلسطین همان دانشگاه و نیز رئیس سابق مرکز مطالعات قومی-سیاسی اگزتر می‌باشد.
پاپه در حیفای اسرائیل متولد شد. او پیش از رفتن به بریتانیا از سال ۱۹۸۴ تا ۲۰۰۷ استاد ارشد علوم سیاسی در دانشگاه حیفا و از سال ۲۰۰۰ تا ۲۰۰۸ رئیس مؤسسهٔ مطالعات فلسطینی و اسرائیلی امیل توما در حیفا بود. او مؤلف کتاب‌های پاکسازی قومی فلسطین (۲۰۰۶)، خاورمیانهٔ جدید (۲۰۰۵)، تاریخ فلسطین جدید: یک سرزمین، دو قوم (۲۰۰۳)، و بریتانیا و نزاع عرب–اسرائیلی (۱۹۸۸) است. او از اعضای برجستهٔ جبههٔ دموکراتیک صلح و برابری بود و در سال‌های ۱۹۹۶ و ۱۹۹۹ در فهرست انتخاباتی همین حزب برای انتخابات کنست قرار داشت.
ایلان از جمله مورخان نوین اسرائیلی است که پس از انتشار اسناد مربوط توسط دول بریتانیا و اسرائیل در اوایل دههٔ ۱۹۸۰ میلادی به بازنویسی تاریخ شکل‌گیری اسرائیل در سال ۱۹۴۸ و اخراج یا فرار ۷۰۰٬۰۰۰ فلسطینی در همان سال پرداخته‌اند. به عقیدهٔ ایلان پاپه، اخراج این افراد اقدامی ارتجالی نبوده بلکه موجب پاک‌سازی قومی در فلسطین شده‌است و منطبق بر نقشهٔ دالت بوده که در سال ۱۹۴۷ توسط رهبران آینده اسرائیل مطرح شده بود. او تشکیل اسرائیل را مقصر فقدان صلح در خاورمیانه دانسته، صهیونیسم را خطرناک‌تر از نزاع‌طلبی اسلامی پنداشته و خواستار تحریم بین‌المللی دانشگاهیان اسرائیلی شده‌است.
پاپه طرفدار چارهٔ یک‌کشوری است که کشوری با دو ملت را برای فلسطینیان و اسرائیلیان مجسم می‌کند.
آثار او هم مورد حمایت و هم مورد انتقاد سایر مورخان قرار گرفته‌است. پیش از آنکه او در سال ۲۰۰۸ اسرائیل را ترک کند، در کنست تخطئه شد، یکی از مسئولان وزارت آموزش عالی خواستار اخراج او گشت، تصویر او در یکی از روزنامه‌ها در مرکز سیبل قرار گرفت، و چندین بار به مرگ تهدید شد.

در سال ۲۰۲۳، ایلان پاپه اسرائیل را به ارتکاب سیاست «نسل کشی فزاینده» علیه مردم فلسطین توصیف کرد.

## آثار منتشر شده

### کتب
- The Biggest Prison on Earth: A History of the Occupied Territories. London: Oneworld Publications. 2017. ISBN 978-1-85168-587-5. Archived from the original on 2023-10-14.
- Ten Myths About Israel. New York: Verso. 2017. شابک ‎۹۷۸۱۷۸۶۶۳۰۱۹۳
- (with نوآم چامسکی) On Palestine. Chicago: Haymarket Books. 2015. ISBN 978-1-60846-470-8.
- ایده اسرائیل. New York: Verso. 2014.
- "The Boycott Will Work: An Israeli Perspective" in Audrea Lim (ed.) The Case for Sanctions Against Israel. London & Brooklyn, NY: Verso. 2012.
- The Forgotten Palestinians: A History of the Palestinians in Israel. New Haven, CT: Yale University Press. 2011.
- (with Noam Chomsky) غزه در بحران (Hamish Hamilton, 2010). شابک ‎۹۷۸-۰-۲۴۱-۱۴۵۰۶-۷
- Out of the Frame: The Struggle for Academic Freedom in Israel. London: Pluto Press. 2010.
- The Rise and Fall of a Palestinian Dynasty: The Husaynis, 1700–1948. London: Saqi Books. 2010.
- پاکسازی قومی فلسطین (London and New York: Oneworld, 2006). شابک ‎۱-۸۵۱۶۸-۴۶۷-۰
- The Modern Middle East (London and New York: Routledge, 2005). شابک ‎۰-۴۱۵-۲۱۴۰۹-۲
- A History of Modern Palestine: One Land, Two Peoples (Cambridge University Press, 2004), شابک ‎۰-۵۲۱-۵۵۶۳۲-۵
- (With Jamil Hilal). Parlare Con il Nemico, Narrazioni palestinesi e israeliane a confronto (Milano: Bollati Boringhieri, 2004).
- The Aristocracy: The Husaynis; A Political Biography (Jerusalem: Mossad Byalik, (Hebrew), 2003).
- The Israel-Palestine Question (London and New York: Routledge, 1999; 2006). شابک ‎۰-۴۱۵-۱۶۹۴۸-۸
- (with M. Maoz). History From Within: Politics and Ideas in Middle East (London and New York: Tauris, 1997). شابک ‎۱-۸۶۰۶۴-۰۱۲-۵
- (with J. Nevo). Jordan in the Middle East: The Making of a Pivotal State (London: Frank Cass, 1994). شابک ‎۰-۷۱۴۶-۳۴۵۴-۹
- The Making of the Arab-Israeli Conflict, 1947–1951 (London and New York: آی بی توریس،  ۱۹۹۲; ۱۹۹۴). شابک ‎۱-۸۵۰۴۳-۸۱۹-۶
- Britain and the Arab-Israeli Conflict, 1948–1951 (London: St. Antony's College Series, مک‌میلن; New York: St. Martin's Press, 1988). شابک ‎۰-۳۱۲-۰۱۵۷۳-۹